# Segreto ardente
Segreto ardente (Brennendes Geheimnis) è un film del 1933 diretto da Robert Siodmak. La sceneggiatura si basa su Bruciante segreto, novella di Stefan Zweig pubblicata nel 1911.
Protagonista del film è l'attore bambino Hans Joachim Schaufuß, reduce dal grande successo ottenuto nel 1931 tra gli interpreti del film La terribile armata (Emil und die Detektive) per la regia di Gerhard Lamprecht. Come altri celebri attori bambini tedeschi del periodo, Schaufuß morirà nei combattimenti della seconda guerra mondiale.

## Trama
Il dodicenne Edgar passa una vacanza in Svizzera insieme alla madre. Un giorno, i due incontrano il barone von Haller che comincia a corteggiare la signora cercando di conquistare il ragazzo, entusiasta del nuovo amico che viaggia su una macchina estremamente lussuosa. La donna non sembra del tutto insensibile alle avances del barone ed Edgar, ben presto, si sente usato e tradito. Rabbioso, colpisce la macchina e poi corre via. La madre, mesta, lo segue da lontano.

## Produzione
Il film, prodotto dalla Tonal-Film, venne girato in Svizzera, ad Ascona.

## Distribuzione
Distribuito dalla Deutsche Universal-Film con il visto di censura B.33324 del 2 marzo 1933 che ne vietava la visione ai minori, uscì nelle sale cinematografiche tedesche il 21 marzo 1933 dopo essere stato presentato in prima il 20 marzo 1933 al Capitol am Zoo di Berlino. Nel 1934, fu distribuito dalla Tobis-Rota Film AG. Nello stesso anno, in Italia ottenne il visto di censura 28229